# موفبوتازون
موفبوتازون (انگلیسی: Mofebutazone) (یا مونوفنیل بوتازون) دارویی است که برای درد مفاصل و عضلانی به کار می‌رود. این دارو یک مشتق ۳٬۵-پیرازولیندیون است.
این دارو به آلبومین پلاسما متصل می‌شود و با داروهایی مانند ضد انعقاد کومارین، ایندومتاسین و گلوکوکورتیکوئیدها رقابت می‌کند.